# Hammamet
Hammamet er en tunesisk by, der ligger syd for Tunis med 97.579(2014) indbyggere. Hammamet, der har gode strande ud til Hammamet-bugten, var den første tunesiske turistby.